# مدرسة لوقاش
مدرسة لوقاش، أو مدرسة لوقش، هي مدرسة عتيقة تقع في المدينة العتيقة لتطوان، المصنفة تراثا عالميا من طرف اليونسكو.

## تاريخ
تم تشييد المدرسة سنة 1758 بأمر من السلطان العلوي محمد بن عبد الله، لتكون بمثابة مركز للتدريس و إيواء الطلاب الوافدين من المناطق المجاورة لمدينة تطوان.
تم إغلاق المدرسة في الثمانينيات ، لتتم لاحقا إعادة تأهيلها وتحويلها إلى متحف مختص بالتراث الديني الإسلامي و التعليم العتيق. و تم تدشين المتحف من قبل الملك محمد السادس سنة 2011.